# 茶偈縣
茶偈縣，是明代交阯承宣布政使司順化府化州下轄的一個縣，治所約在今越南承天省香茶縣、廣田縣。其境內有鳥寠山、同磊山，產香木。

## 沿革
- 漢、晉時其地屬日南郡盧容縣。
- 永樂五年（1407年）六月癸未置，屬順化府化州領[4][5][6][7][8][9]。
- 宣德元年二月己卯，交阯土官茶偈縣丞潘吟等以考滿至京，進土絹、衣香[10]。